# Noda (Osaka)
Noda (野田) és un barri del districte urbà de Fukushima, a la ciutat d'Osaka, capital de la prefectura homònima, a la regió de Kansai, Japó. Amb anterioritat va ser un municipi, Noda-mura (野田村).

## Geografia
El barri de Noda es troba localitzat al punt més meridional del districte de Fukushima, al centre d'Osaka. Al sud, el barri fa costa amb l'antic riu Yodo, que ací té le nom de «riu Aji». Al nord-est, limita amb el barri de Tamagawa i al nord-oest amb el barri de Yoshino.

### Sub-barris
El barri compta amb sis sub-barris:
- Noda 1 chōme (野田一丁目)
- Noda 2 chōme (野田二丁目)
- Noda 3 chōme (野田三丁目)
- Noda 4 chōme (野田四丁目)
- Noda 5 chōme (野田五丁目)
- Noda 6 chōme (野田六丁目)

## Història
Fins al 1897, quan l'àrea del barri s'incorporà a la ciutat d'Osaka i al districte de Kita, Noda va ser un municipi amb la categoria de poble. L'1 d'abril de 1943, la zona va passar del districte de Kita al de Fukushima, quan aquest fou fundat.

## Demografia
| 1920 | 1930  | 1940  | 1950  | 1960 | 1970 | 1980 |
| ---- | ----- | ----- | ----- | ---- | ---- | ---- |
| ND   | ND    | ND    | ND    | ND   | ND   | ND   |
| 1990 | 2000  | 2010  | 2020  | 2030 | 2040 | 2050 |
| ND   | 5.758 | 7.947 | 8.495 | -    | -    | -    |

## Transport

### Ferrocarril
Al barri de Noda no hi ha cap estació de ferrocarril. Totes les estacions amb el nom "Noda" dels voltants se troben disperses als barris d'Ebie, Yoshino i Ōhiraki.